# Ставенков, Анатолий Васильевич
Анатолий Васильевич Ставенков (1896 — 1968) — советский военачальник, генерал-майор (1943). Участник Первой мировой, Гражданской, Советско-польской и Великой Отечественной войн.

## Биография
Родился 3 декабря 1896 года в деревне Касичи, Могилёвской губернии.

### Участие в Первой мировой, Гражданской и Советско-польской войнах
В 1915 году призван в ряды Российской императорской армии и после окончания полковой кавалерийской школы в качестве  рядового и младшего унтер-офицера в составе 10-го Одесского уланского полка и 4-го Уманского пограничного полка был участником Первой мировой войны, в боях был ранен и находился на лечении в военном госпитале. 
С 1917 года в рядах Красной гвардии в качестве помощника начальника Рославльского партизанского отряда, был участником боёв на территории УНР против германских и гайдамакских войск. С 1918 года состоял в рядах РККА в составе эскадрона 1-го Орловского полка, в составе эскадрона участвовал в подавлении Ливенского восстания, в составе 13-й стрелковой дивизии участвовал в боях с частями генерала П. Н. Краснова. С 1918 по 1919 год обучался в Орловских кавалерийских курсах красных командиров. С 1919 по 1920 год служил в составе 4-й армии в должностях заместителя командира и командира эскадрона 2-го Киргизского конного полка, воевал против белоказаков на Уральском фронте.
С 1920 года служил в Рязанских кавалерийских курсах в должности заместителя командира учебного эскадрона. С 1920 года находился в составе 15-й армии в качестве адъютанта 1-го кавалерийского полка 56-й стрелковой дивизии, участвовал в боях с белополяками на Западном фронте и на Советско-польской войне, в том числе в Варшавской битве. С 1920 по 1921 год служил в составе  14-й отдельной кавалерийской бригады в должности начальника полковой школы 63-го кавалерийского полка, в составе бригады участвовал в подавлении Тамбовского восстания. С 1921 по 1928 год служил в составе 56-й стрелковой дивизии 
в должностях: начальник полковой школы, помощник командира полка по строевой части, исполняющего обязанности командира полка и командир отдельного эскадрона. В 1924 году окончил Ленинградские курсы командно-начальствующего состава и в 1925 году — Ленинградские кавалерийские курсы усовершенствования начальствующего состава.
В 1923 году Приказом Революционного военного совета № 200 за боевые отличия в Гражданской войне А. В. Ставенков был награждён орденом Красного Знамени. 

### Межвоенный период
С 1928 года после окончания разведывательных курсов при Разведывательном управлении РККА находился на этих курсах на педагогической работе. С 1928 по 1931 год служил в составе Среднеазиатского военного округа в должности  
помощника командира 84-го кавалерийского полка, в составе полка участвовал в боях с басмачеством. 
С 1931 по 1932 год — начальник штаба 82-го горно-кавалерийского полка 8-й отдельной кавалерийской бригады. С 1932 по 1935 год — начальник штаба и исполняющий обязанности командира 84-го кавалерийского полка. С 1935 по 1939 год — командир 53-го Киргизского территориального кавалерийского полка 21-й горно-кавалерийской дивизии. С 1938 года на общественно-политической работе — депутат Верховного Совета Киргизской ССР 1-го созыва и являлся членом ЦК КП(б) Киргизии. С 1939 по 1940 год — помощник командира 20-й горно-кавалерийской дивизии. С 1940 года после окончания Курсов усовершенствования командного состава при Академии Генерального штаба РККА был назначен заместителем командира 9-й танковой дивизии.

### Великая Отечественная война
С 17 января по 28 ноября 1941 — командир 20-й горно-кавалерийской дивизии, в период начала Великой Отечественной войны с октября 1941 года дивизия вошла в состав 16-й армии Западного фронта и в составе армии, дивизия под руководством А. В. Ставенкова участвовала в Московской битве. В битве под Москвой получил тяжёлое ранение.
С 2 июня 1942 по 28 февраля 1943 года — командир 61-й кавалерийской дивизией в составе 4-го кавалерийского корпуса Сталинградского фронта. 20 ноября 1942 года в результате контрнаступления 51-й армии, дивизия во главе с А. В. Ставенковым разгромила части 8-й румынской кавалерийской дивизии и 5-го егерского румынского полка, захватив при этом знамя части и около двухсот пленных, а также около восьмидесяти артиллерийских орудий и пулемётов противника, были захвачены оружейно-артиллерийские склады 6-го армейского румынского корпуса. 12 по 24 декабря 1942 года был участником 
противотанковой обороны против частей Группы армий «Дон» в ходе Котельниковской операции, пытающихся деблокировать 6-ю армию вермахта окруженную под Сталинградом в ходе Сталинградской битвы.  
С 23 марта по май 1943 год — исполняющий обязанности командира 4-го кавалерийского корпуса. С 1943 по 1945 год — заместитель командира 7-го гвардейского кавалерийского корпуса 61-й армии в составе Центрального фронта, в составе корпуса и армии участвовал в Белорусской стратегической наступательной операции, Люблин-Брестской операции, Прибалтийской стратегической наступательной операции, Рижской наступательной операции, Варшавско-Познанской наступательной операции, Висло-Одерской наступательной операции, Восточно-Померанской операции и Берлинской наступательной операции.

### После войны
С 1946 года — заместитель командира и исполняющий обязанности командира 15-го кавалерийского корпуса в составе 4-й армии. С 1946 по 1949 год — военный комиссар республиканского военного комиссариата Киргизской ССР, с 1949 по 1953 год — военный комиссар Сталинградского областного военного комиссариата. С 1953 по 1956 года — заместитель начальника штаба Беломорского военного округа. С 1956 года —  заместитель начальника штаба Северной группы войск.
С 1957 года в запасе.
Скончался 8 мая 1968 года в Москве, похоронен на Новодевичьем кладбище.

## Награды
- три ордена Ленина (15.01.1944, 21.02.1945, 31.05.1945)[7][8]
- четыре ордена Красного Знамени (1923[3]; 22.02.1943, 03.11.1944, 24.06.1948)[7][8]
- Орден Суворова II степени (06.04.1945)[9]
- Орден Красной Звезды (1967 за № 3726068)[8]
- Юбилейная медаль «XX лет Рабоче-Крестьянской Красной Армии» (1938)
- Медаль «За оборону Сталинграда» (1942)
- Медаль За оборону Москвы (1944)
- Медаль «За взятие Берлина» (1945)
- Медаль «За освобождение Варшавы» (1945)
- Медаль За победу над Германией в Великой Отечественной войне 1941-1945 гг. (1945)
- Юбилейная медаль «30 лет Советской Армии и Флота» (1948)[10]